# Aleksandrów (Kłobuck)
Pour les articles homonymes, voir Aleksandrów.
Aleksandrów (prononciation : [alɛkˈsandruf]) est une localité polonaise de la gmina de Panki, située dans le powiat de Kłobuck en voïvodie de Silésie.